# Matt Proctor
Pour les articles homonymes, voir Proctor.
Pas d'image ? Cliquez ici

a Compétitions nationales et continentales officielles uniquement.

b Matchs officiels uniquement.
Dernière mise à jour le 4 mai 2024.
Matt Proctor, né le 26 octobre 1992 à Wellington (Nouvelle-Zélande), est un joueur de rugby à XV international néo-zélandais, évoluant aux postes de centre ou d'ailier. Il joue depuis 2024 avec la franchise australienne des Melbourne Rebels en Super Rugby.
Il est le frère aîné de Billy Proctor, lui aussi joueur de rugby à XV et qui évolue aux Hurricanes en Super Rugby.

## Carrière

### En club
Lors de sa scolarité, Matt Proctor joue avec l'équipe de rugby de son établissement, le St. Patrick's College de Wellington. Il pratique également l'athlétisme , battant notamment le record de son lycée en course de haies.
Après sa scolarité, il évolue avec le club amateur des Oriental Rongotai dans le championnat de la région de Wellington.
En 2012, il rejoint la province de Wellington en NPC (championnat des provinces néo-zélandaises). Il marque quatre essais en dix matchs lors de sa première saison. 
En novembre 2012, il est retenu dans l'effectif de la franchise des Hurricanes pour disputer la saison 2013 de Super Rugby. Il fait ses débuts le 26 avril 2013 face aux Stormers. Après trois années où il joue peu, il profite des départs de Ma'a Nonu et Conrad Smith pour s'imposer au poste de centre à partir de la saison 2016. Il est titulaire lors de la finale 2016 que son équipe remporte face aux Lions.
Il devient le capitaine de sa province de Wellington lors de la saison 2018.
En 2019, après sept saisons avec les Hurricanes, il décide de signer un contrat de trois saisons avec le club anglais des Northampton Saints en Premiership,. En janvier 2022, il prolonge son contrat avec le club des Midlands pour une durée indéterminée. Il quitte le club à la fin de la saison 2022-2023.
En juin 2023, il s'engage avec la franchise australienne des Melbourne Rebels pour la saison 2024 de Super Rugby.

### En équipe nationale
Matt Proctor joue avec la sélection scolaire néo-zélandaise (en) en 2010, évoluant aux côtés de joueurs comme TJ Perenara ou Ofa Tu'ungafasi.
En 2012, il est sélectionné avec l'équipe de Nouvelle-Zélande des moins de 20 ans pour participer au championnat du monde junior 2012.
En 2013, en vertu de ses origines Māori, il est sélectionné avec les Māori All Blacks dans le cadre de sa tournée au Amérique du Nord. Il joue chaque année avec cette équipe jusqu'en 2018, et dispute un total de douze rencontres. Il dispute notamment un match contre les Lions britanniques lors de leur tournée en Nouvelle-Zélande en 2017.
En 2018, il est sélectionné pour la première fois avec les All Blacks par Steve Hansen pour participer à la tournée de novembre au Japon. Il connait sa première cape le 3 novembre 2018, à l’occasion d’un match contre l'équipe du Japon à Tokyo, marquant un essai à cette occasion.

## Palmarès

### En franchise et province
- Finaliste du Super Rugby en 2015 avec les Hurricanes.
- Vainqueur du Super Rugby en 2016 avec les Hurricanes.
- Vainqueur du National Provincial Championship en 2024 avec Wellington.

## Statistiques
Au 22 novembre 2020, Matt Proctor compte 1 cape en équipe de Nouvelle-Zélande, dont aucune en tant que titulaire, depuis le 3 novembre 2018 contre l'équipe du Japon à Tokyo.